# Aplocera ruberata
Aplocera ruberata là một loài bướm đêm trong họ Geometridae.